# Natació (esport)
|  | Aquest article tracta sobre l'esport. Si cerqueu l'activitat física, vegeu «natació». |

La natació és un esport de competició individual o d'equip que requereix l'ús de tot el cos per moure's per l'aigua. L'esport es realitza en piscines o aigües obertes (p. ex., al mar o en un llac). La natació competitiva és un dels esports olímpics més populars, amb diferents proves de distància en papallona, esquena, braça, estil lliure i combinació individual. A més d'aquestes proves individuals, quatre nedadors poden participar en un relleu d'estil lliure o combinat. Un relleu combinat està format per quatre nedadors que nedaran cadascun un braç diferent, ordenat com a esquena, braça, papallona i estil lliure.
Cada braçada que es fa per nedar requereix un conjunt de tècniques específiques; a la competició, hi ha diferents regulacions sobre la forma acceptable per a cada moviment individual. També hi ha regulacions sobre quins tipus de banyadors, gorres, complements i cinta adhesiva que es permeten a les competicions. Tot i que és possible que els nedadors de competició pateixin diverses lesions per aquest esport, com ara tendinitis a les espatlles o als genolls, també hi ha múltiples beneficis per a la salut associats a l'esport.

## Història

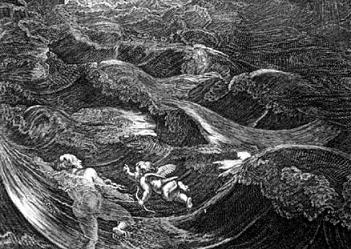
Leandre nedant a través dels Dardanels. Detall d'una pintura de Bernard Picart.

S'han trobat proves de la natació recreativa en temps prehistòrics, amb les primeres evidències que es remunten a pintures de l'edat de pedra de fa uns 10.000 anys. Les referències escrites daten de l'any 2000 aC, amb algunes de les primeres referències a la natació com la Ilíada, l'Odissea, la Bíblia, Beowulf, l'Alcorà i altres. El 1538, Nikolaus Wynmann, un professor d'idiomes suís-alemany, va escriure el primer llibre complet conegut sobre la natació, Colymbetes, sive de arte natandi dialogus et festivus et iucundus lectu (El nedador o un diàleg sobre l'art de la natació i alegre i Agradable de llegir).
La natació va sorgir com una activitat recreativa competitiva a la dècada de 1830 a Anglaterra. L'any 1828 es va obrir al públic la primera piscina coberta, els Banys de Sant Jordi. El 1837, la National Swimming Society disputava competicions regulars de natació en sis piscines artificials, construïdes al voltant de Londres. L'activitat recreativa va créixer en popularitat i el 1880, quan es va formar el primer òrgan de govern nacional, l'Associació de Natació Amateur, ja hi havia més de 300 clubs regionals en funcionament a tot el país.

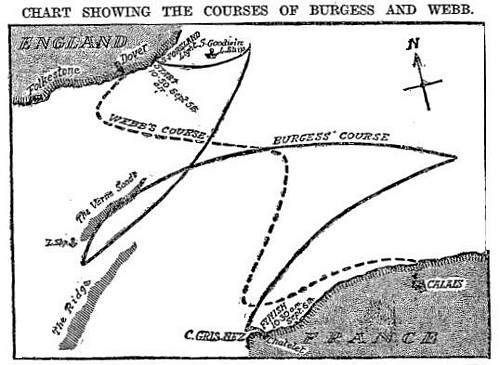
Les rutes fetes per Webb i TW Burgess a través del Canal de la Mànega, el 1875 i el 1911, respectivament.

El 1844, dos participants nadius americans en una competició de natació a Londres van presentar el croll frontal a un públic europeu. John Arthur Trudgen va copiar la tècnica d'alguns nadius sud-americans i va debutar amb èxit el 1873, guanyant una competició local a Anglaterra. El seu traç encara es considera el més potent d'utilitzar avui dia.
El capità Matthew Webb va ser el primer home que va nedar el Canal de la Mànega (entre Anglaterra i França), el 1875. Utilitzant la tècnica de braça, va nedar el canal 21.26 milles (34.21 km) en 21 hores i 45 minuts. La seva gesta no es va replicar ni es va superar durant els següents 36 anys, fins que TW Burgess va fer la travessa el 1911.
Altres països europeus també van establir federacions de natació; Alemanya el 1882, França el 1890 i Hongria el 1896. Les primeres competicions europees de natació amateur van ser l'any 1889 a Viena. El primer campionat de natació femení del món es va celebrar a Escòcia l'any 1892.
La natació masculina va passar a formar part dels primers Jocs Olímpics moderns el 1896 a Atenes. El 1902, l'australià Richmond Cavill va introduir l'estil lliure al món occidental. El 1908 es va formar l'associació mundial de natació, Federació Internacional de Natació (FINA). La natació femenina es va introduir als Jocs Olímpics l'any 1912; la primera trobada internacional de natació per a dones fora dels Jocs Olímpics va ser l'Olimpíada de Dones de 1922. La papallona es va desenvolupar a la dècada de 1930 i al principi va ser una variant de braça, fins que es va acceptar com un estil separat el 1952.

## Variacions
És un esport olímpic, amb proves per als dos sexes. Comprèn quatre estils bàsics: el crol, la braça, l'esquena i la papallona. Al crol el nedador mou els braços alternativament formant un molinet. És la modalitat més ràpida. L'esquena és el mateix estil, però el nedador no mira a l'aigua. La braça consisteix a impulsar-se movent els braços de forma horitzontal, en paral·lel a la superfície de la piscina, formant cercles. La papallona és un molinet, però els dos braços es mouen alhora, formant cercles perpendiculars a l'aigua (és el més exigent físicament).
La natació comprèn altres competicions com són les proves d'aigües obertes de 5, 10 i 25 km, una especialitat que principalment es practica a Europa, Estats Units i Austràlia i que organitzen oficialment tant la FINA com la LEN en els seus campionats del món i d'Europa respectivament. A Pequín 2008, la prova de 10 km en aigües obertes fou olímpica per primer cop, ja que fins aquell moment cap prova d'aquesta especialitat formava part del programa olímpic.
A més d'aquestes proves n'hi ha altres de llarga distància que no pertanyen al programa oficial de FINA i LEN, com pot ser la travessa del Canal de la Mànega, o la circumnavegació de l'illa de Manhattan. Aquestes proves destaquen per la seva duresa, ja que els nedadors poden arribar a estar 5 hores a l'aigua (en el cas dels 25 km) amb la sola ajuda d'algun avituallament ocasional. El rècord mundial de la nedada més llarga sense parar el té Martin Strela qui va nedar 504 km sense parar, el 2001, en el riu Danubi. També nadà al riu Mississipi, el 2002, a 66 +2, un total de 3.885 km. Vicki Keith posseeix el rècord de la persona amb major nombre de rècords mundials de llarga distància.
La natació és també part important d'altres esports, com ara waterpolo, natació sincronitzada, el pentatló modern, triatló i salvament i socorrisme. (Vegeu llista d'esports aquàtics).

## Jocs Olímpics
La natació és un esport que forma part del programa olímpic des de les primeres olimpíades celebrades a Atenes (Grècia) l'any 1896, i sempre n'ha format part. La competició s'obrí a la categoria femenina en l'edició celebrada a Estocolm (Suècia) l'any 1912.
Juntament amb l'atletisme i la gimnàstica és un dels esports que més expectació desperten en la realització dels Jocs Olímpics i que més proves disputen.
El gran dominador d'aquest esport són els Estats Units d'Amèrica, seguida molt de lluny d'Austràlia, la República Democràtica d'Alemanya i Hongria.

## Branques
En competències poden haver-hi diferents distàncies, tot depèn de la categoria en la qual la persona es trobi (la categoria es defineix segons l'edat), per la qual cosa es pot nedar des dels 25 metres fins a 1 quilòmetre o més. Quan es troba en aquest tipus de competició és possible nedar qualsevol estil d'aquesta llista. Gairebé tots els nedadors usen el crol frontal (el crol habitual) a causa de la seva velocitat superior. Per a les competicions d'estils, tant si són individuals com de relleus, l'estil lliure pot ser qualsevol estil excepte pit, esquena i papallona.
- Salts:

1. Trampolí: 1 i 3 metres individual, 3 metres sincronitzat.
2. Plataforma: 10 metres individual i 10 metres sincronitzat.

- Waterpolo: Per eliminatòries fins a arribar a les finals.
- Natació sincronitzada:

1. Sol.
2. Duo.
3. Equip.
4. Rutina lliure combinada.

- Natació en aigües obertes: 5, 10 i 25 km, aquesta última disciplina olímpica des dels Jocs de Pequín 2008.

### Descripció
L'esport aquàtic en natació implica la competència entre participants per ser el més ràpid sobre una distància establerta, exclusivament mitjançant propulsió pròpia. Això el fa un esport individualitzat, ja que encara que entrenin com a equip s'enfronten entre ells. Les diferents distàncies a recórrer s'estableixen segons els diferents nivells de competència. Per exemple, l'actual programa olímpic de natació conté estil lliure de 50 m, 100 m, 200 m, 400 m, 800 m i 1500 m; papallona, esquena i braça de 50 m; 100 m; i 200 m; Combinat: 200 m (és a dir, papallona de 50 m, 50 m dors, 50 m pit i 50 m lliures); 400 m combinats (100 m papallona, 100 m dors, 100 m pit, estil lliure i 100 m), i relleus combinats, la qual cosa vol dir que cada participant realitza una prova ja sigui de 100 m o 200 m.
La majoria d'escoles de natació cobreixen les següents distàncies: 50, 100, 200 i 500 m lliure; 100 m dors, pit, i papallona; i 200 m estils. També hi ha relleus combinats en equip, que inclouen carreres de diferents estils intercalats.
Les diferents competències s'hauran de realitzar en piscines especials perquè puguin tenir sigui validesa nacional o internacional. Una piscina s'entén com l'excavació en una àrea determinada que posseeix la capacitat d'emmagatzemar aigua, amb la finalitat de desenvolupar activitats aquàtiques. Les parets de les piscines generalment estan cobertes amb mosaics especials que fa que els nedadors no rellisquin.
Existeixen dos tipus de piscines: piscina semiolímpica o olímpica. La piscina semiolímpica és exactament la meitat d'una piscina olímpica. Les seves mesures són de 25 metres de longitud per 12,50 m d'ample. La seva profunditat varia de 0,80 m fins als 2,70 m. Les piscines olímpiques, que generalment són les més conegudes per la població en general a causa que els Jocs Olímpics es desenvolupen en aquest tipus de piscines, mesuren 50 m de longitud i 25 m d'amplària. La seva profunditat, igual que les piscines semiolímpiques, pot variar de 0,80 m fins a 2,70 m. En ambdues piscines és necessari que existeixin entre 7 i 8 carrers que permetran als nedadors estar separats amb una mateixa distància entre ells.
Tota piscina d'ús competitiu necessita comptar amb: bancs de sortida situats al principi de cada carrer, dues banderoles que estaran col·locats cadascun en un extrem de la piscina (aquests són de molta utilitat en l'estil d'esquena), amb una altura d'entre 1,80 m-2,5 m a partir de la superfície de l'aigua i amb una separació de 5 m de l'extrem final de la piscina; corda de sortida en fals col·locada als 15 m que servirà per detenir als nedadors en cas que s'hagi produït una sortida en fals.
Durant molts anys s'ha especulat i parlat dels factors que possiblement podien afectar el rendiment dels nedadors en una piscina. Grans experts en la matèria han conclòs que la temperatura de l'aigua n'és un, ja que si l'aigua està molt calenta, el desgast de l'organisme serà molt major. La temperatura ideal de l'aigua és al voltant de 24-28 graus.
També se sap que el tipus de banyador o les gorres que s'utilitzen poden ajudar al nedador en el seu desplaçament, per la qual cosa es permet que cada participant realitzi la seva prova amb l'abillament que el crea millor.
En competició i entrenament el recorregut en longitud i el retorn al punt de partida es denomina volta; així es pot dir que s'ha recorregut dues voltes en lloc de 100 metres, en piscines de 25 metres. Un llarg fa referència a la longitud recorreguda sense donar la volta. Les piscines públiques i els clubs d'entrenament tendeixen freqüentment a tenir piscines de 25 metres, encara que algunes poden ser de 50 m; en canvi, les olímpiques són sempre de 50 metres.
Més enllà de les carreres de natació, existeixen altres modalitats competitives, cadascuna amb característiques molt diferents.

## Estils de natació

### Crol

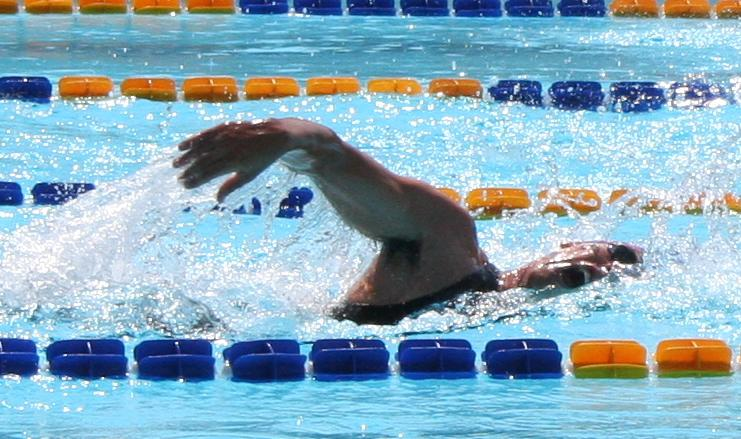
Crol

Crol o estil lliure (de l'anglès crawl) és l'estil en què un braç es desplaça per fora l'aigua disposat a entrar a l'aigua davant del cap, mentre l'altre braç avança per sota l'aigua, fins als malucs, per tornar a sortir. Els peus es mouen d'una manera oscil·lant, alternativament, amb els peus cap a dins i els dits en punta. Per cada cicle de braços es poden fer de dues a vuit camejades.

#### Velocitat i rècords
La màxima velocitat aconseguida és de dos metres per segon (uns 7 quilòmetres per hora)
- El rècord en 50 m lliures és de 20,91 s, aconseguit per César Cielo Filho a Sao Paulo el 2009.
- El rècord en 100 m lliures és de 46,40 s, aconseguit per Pan Zhanle a París el 2024.[cal citació]
- El rècord en 200 m lliures és d'1:42,00, aconseguit per Paul Biedermann a Roma el 2009.
- El rècord en 400 m lliures és de 3:40,07, aconseguit per Paul Biedermann a Roma el 2009.

### Papallona

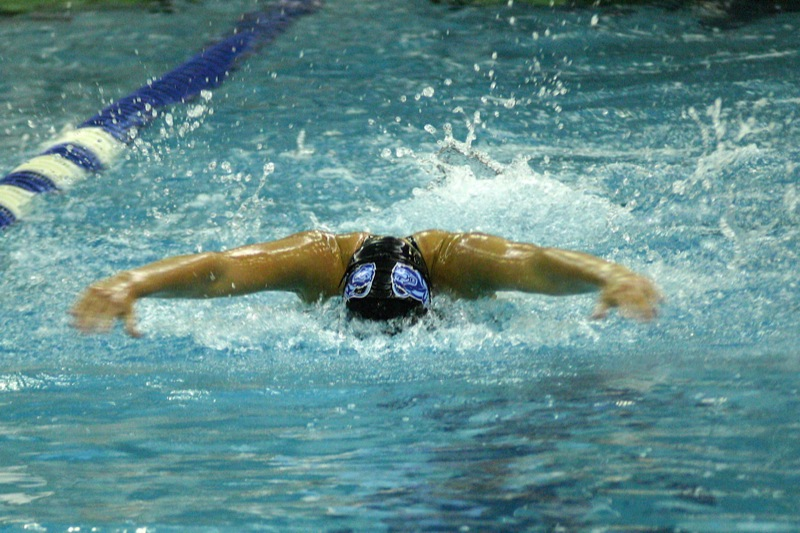
Papallona

Variació de la braça en què els dos braços es porten junts fins davant del cap per tornar al mateix temps. Aquest moviment de braços va acompanyat d'un moviment ondular de malucs.
Els peus segueixen junts un moviment brusc descendent i ascendent.

#### Rècords
- El rècord en 50 m papallona és de 22'43 s aconseguit per Rafa Muñoz a Màlaga el 2009.
- El rècord de 100 m papallona és de 49'50 s aconseguit per Caleb Dressel a Roma El 2009.
- El rècord de 200 m papallona és d'1:51'51, aconseguit per Michael Phelps a Roma el 2009.

### Esquena

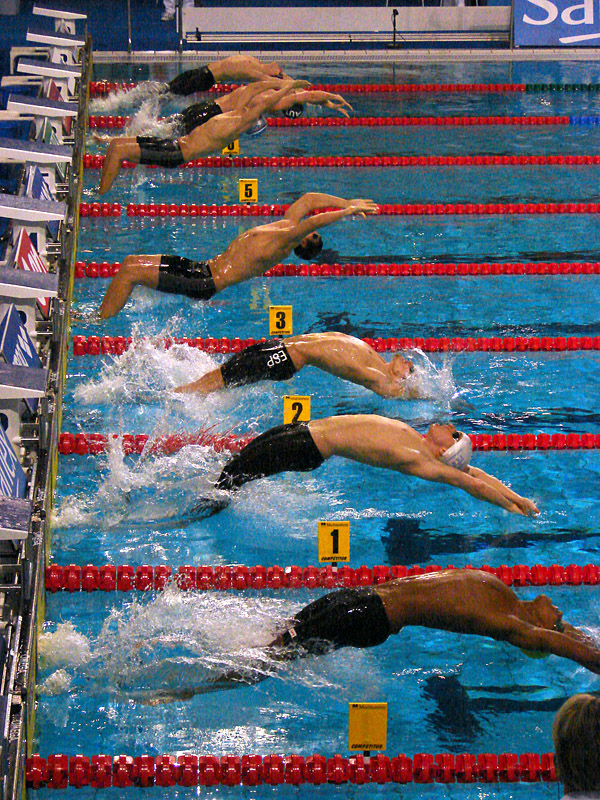
Sortida d'esquena

En l'esquena la seqüència de moviments és alternativa. Quan un braç està a l'exterior, amb el palmell de la mà mirant cap a fora, sortint del costat de la cama, l'altre braç impulsa el cos dins l'aigua. En l'esquena, igual que al crol, es fa servir el moviment de peus oscil·lants.
L'esquena presenta l'avantatge de no tenir complicacions amb la respiració, ja que el cap es manté sempre per sobre la superfície de l'aigua. És l'únic estil on els nadadors surten des de dins de l'aigua.

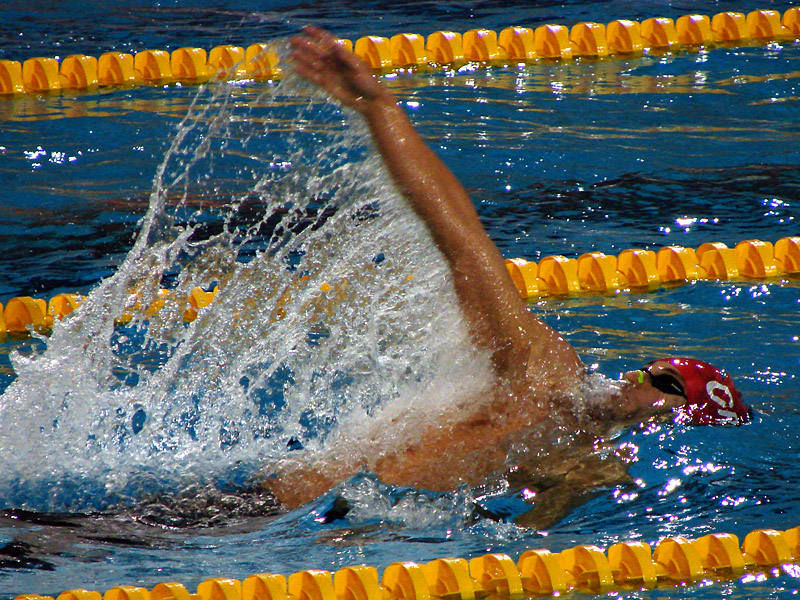
Esquena

#### Rècords
- El rècord en 50 m esquena és de 24,00 s, aconseguit per Kliment Kolesnikov a Glasgow l'any 2018.[12]
- El rècord en 100 m esquena és de 51,85 s, aconseguit per Ryan Murphy a Rio de Janeiro l'any 2016.
- El rècord en 200 m esquena és d'1:51,51, aconseguit per Aaron Peirsol a Roma l'any 2009.

### Braça
La braça consta de nedar amb els braços apuntant al davant. Els braços que estan estesos s'obren cap endarrere fins que queden alineats amb les espatlles; tot seguit s'encongeixen les cames per aproximar-les al cos, per després estirar-les amb impuls, al mateix temps que els braços tornen al punt d'inici.
La braça és l'estil més lent de tots, arribant a una velocitat màxima d'1,67 m per segon.
Aquest és l'únic estil en què els braços no surten fora de l'aigua.
El moviment dels braços és simultani. L'execució de l'estil comença per la fase d'extensió on es parteix de la posició de braços estirats, seguidament s'obren fins a l'altura dels muscles amb els colzes mitjanament flexionats i les palmes de les mans mirant cap a nosaltres, aquesta serà la fase de propulsió.
Després d'aquesta ve la fase de tornada a la posició inicial que es fa ajuntant les palmes de les mans i estirant els braços com a la posició inicial.

#### Rècords
- El rècord en 50 m braça és de 26,67 s, aconseguit per Cameron van der Burgh a Roma l'any 2009.
- El rècord en 100 m braça és de 58,58 s, aconseguit per Brenton Rickard a Roma, l'any 2009.
- El rècord en 200 m braça és de 2:07,31, aconseguit per Christian Sprenger a Roma, l'any 2009.

## Els millors de la història
- Michael Phelps: Nedador nord-americà guanyador de 8 medalles d'or en els Jocs Olímpics de Beijing (Pequín), Xina, de 2008.
- Alexander Popov: Nedador rus que amb vuit medalles olímpiques posseeix un dels millors palmaresos de la història de la natació.

- Mark Spitz: Nedador nord-americà que va guanyar 7 medalles d'or en els Jocs Olímpics de Múnic, Alemanya, de 1972.

- Franziska van Almsick: Nedadora alemanya campiona del món i guanyadora de quatre medalles de plata en els Jocs Olímpics. Malgrat ser la màxima figura de la natació femenina durant la dècada de 1990 l'alemanya Franziska van Almsick no va poder aconseguir l'or olímpic ni a Barcelona (1992) ni a Atlanta (1996). No obstant les medalles assolides en aquestes cites així com el seu espectacular palmarès en diferents edicions dels campionats d'Europa i del Món avalen una de les més brillants trajectòries d'aquest esport en les últimes dècades.

- Michael Groß: Nedador alemany, el millor especialista en proves de papallona de tots els temps i un dels més premiats de la història. La seva elevada alçada i una extraordinària potència derivada de la seva gran envergadura li van dotar d'una forma de natació molt característica per la qual va rebre l'àlies d'Albatros, au marina als moviments de la qual s'assemblava.
- Martín López-Zubero: Nedador espanyol considerat el millor de la història del seu país. Campió europeu mundial i olímpic i plusmarquista universal en la prova de 200 m esquena. La imatge recull el moment en què López-Zubero celebra el seu triomf en la prova de 100 m esquena durant el Campionat d'Europa celebrat a Atenes el 1991. En aquesta mateixa competició va aconseguir una altra medalla d'or (en 200 m esquena) i una de plata (en 100 m papallona).

- Kristin Otto: Nedadora alemanya que va guanyar sis medalles d'or en els Jocs Olímpics de 1988.

- Matt Biondi: Nedador nord-americà que les seves 11 medalles en tres edicions dels Jocs Olímpics li van convertir en un dels millors nedadors durant la dècada de 1980 i els primers anys de la de 1990.

- Vladímir Sàlnikov: Va guanyar quatre medalles d'or olímpiques en campionats mundials i va batre dotze rècords del món en les proves de 400 800 i 1.500 metres lliures.[13]
- Katinka Hosszú: Va establir rècords mundials en els 100 m, 200 m i 400 m estils, trencant el rècord de 200 m a Eindhoven.